# مارکو بارولو
مارکو بارولو (انگلیسی: Marco Barollo؛ زادهٔ ۳۱ ژوئیهٔ ۱۹۷۲) بازیکن فوتبال اهل ایتالیا است.
از باشگاه‌هایی که در آن بازی کرده‌است می‌توان به باشگاه فوتبال اینتر میلان، باشگاه فوتبال لچه، باشگاه فوتبال برشا، باشگاه فوتبال ونتزیا، باشگاه فوتبال چزنا، باشگاه فوتبال امپولی، و باشگاه فوتبال ترنانا اشاره کرد.